# Koldun (album)
Koldun (ros. Колдун) – debiutancki album białoruskiego piosenkarza Dzmitry Kałduna. Ze względu na zmianę producenta i wytwórni, premiera albumu była wielokrotnie przesuwana, zmieniona została także nazwa albumu, który początkowo miał nazywać się Ангел Под Дождем (ang.: Angel in the Rain). Koldun wydał album w swojej własnej wytwórni Lizard Studios 3 września 2009 roku. 21 sierpnia 2009 Dzmitry podpisał kontrakt z rosyjską wytwórnią muzyczną Soyuz na wydanie albumu w Rosji.

## Lista utworów
| Nr.          | Tytuł                                                    | Długość |
| ------------ | -------------------------------------------------------- | ------- |
| 1            | Ангел Мечты/Angel Mechti Dream Angel                     | 4:18    |
| 2            | Плохая новость/Plohaya Novosti Bad News                  | 3:35    |
| 3            | Не рай/Ne Rai Not Heaven                                 | 3:23    |
| 4            | Все что ты хочешь/Vse Chto Ti Hochesh All That You Want  | 4:03    |
| 5            | Поезд на юг/Poezd na yug Train to the South              | 4:06    |
| 6            | Reality Of Dreams (ft. Dmitry Chetvergov)                | 3:22    |
| 7            | I Surrender                                              | 3:52    |
| 8            | Don't Fade Away                                          | 3:48    |
| 9            | Звезда/Zvezda (ft. Dmitry Chetvergov) Star               | 3:43    |
| 10           | Somebody's Loving You                                    | 4:28    |
| 11           | Дай мне силу/Dai mne Siloo (2009 version) Give Me Power  | 3:23    |
| Bonus tracks |                                                          |         |
| 12           | Настройся на Меня (Dance Version) Tune in to Me          | 3:23    |
| 13           | Я люблю тебя/Ya Lyublyu Tebya (Dance Version) I Love You | 3:34    |